# Tonga ai Giochi della XXX Olimpiade
Tonga ha partecipato ai Giochi della XXX Olimpiade di Londra, che si sono svolti dal 27 luglio al 12 agosto 2012.
Gli atleti della delegazione tongana sono stati 3, ma nessuno di essi è riuscito a passare il primo turno di qualificazione, così Tonga ha terminato l'avventura londinese senza conquistare medaglie.

## Atletica leggera
Uomini
| Atleta          | Gara  | Batterie | Batterie | Quarti          | Quarti          | Semifinali      | Semifinali      | Finale          | Finale          |
| Atleta          | Gara  | Tempo    | Pos.     | Tempo           | Pos.            | Tempo           | Pos.            | Tempo           | Pos.            |
| --------------- | ----- | -------- | -------- | --------------- | --------------- | --------------- | --------------- | --------------- | --------------- |
| Joseph Andy Lui | 100 m | 11"17    | 4º       | non qualificato | non qualificato | non qualificato | non qualificato | non qualificato | non qualificato |

Donne
| Atleta       | Evento         | Qualificazioni | Qualificazioni | Finale          | Finale          |
| Atleta       | Evento         | Misura         | Posizione      | Misura          | Posizione       |
| ------------ | -------------- | -------------- | -------------- | --------------- | --------------- |
| Ana Po'uhila | getto del peso | 15,80 m        | 30ª            | non qualificata | non qualificata |

## Nuoto
Uomini
| Atleta      | Evento     | Batteria | Batteria | Semifinali      | Semifinali      | Finale          | Finale          |
| Atleta      | Evento     | Tempo    | Pos.     | Tempo           | Pos.            | Tempo           | Pos.            |
| ----------- | ---------- | -------- | -------- | --------------- | --------------- | --------------- | --------------- |
| Amini Fonua | 100 m rana | 1'03"65  | 41º      | non qualificato | non qualificato | non qualificato | non qualificato |